# 자동증
| |
| 형법 刑法 |
| 형법학 · 범죄 · 형벌 죄형법정주의 |
| 범죄론 |
| 구성요건 · 실행행위 · 부작위범 간접정범 · 미수범 · 기수범 · 중지범 불능범 · 상당인과관계 고의 · 고의범 · 착오 과실 · 과실범 공범 · 정범 · 공동정범 공모공동정범 · 교사범 · 방조범 |
| 항변 |
| 위법성조각사유 · 위법성 · 책임 · 책임주의 책임능력 · 심신상실 · 심신미약 · 정당행위 · 정당방위 · 긴급피난 · 오상방위 · 과잉방위 · 강요된 행위                                     |
| 죄수 |
| 상상적 경합 · 연속범 · 병합죄 |
| 형벌론 |
| 사형 · 징역 · 금고 벌금 · 구류 · 과료 · 몰수 법정형 · 처단형 · 선고형 자수 · 작량감경 · 집행유예                                                                                  |
| 대인범죄 |
| 폭행죄 · 상해치사죄 · 절도죄 |
| 성범죄 · 성매매알선 · 강간죄 |
| 유괴 · 과실치사상죄 · 살인죄 |
| 대물범죄 |
| 손괴죄 · 방화죄 |
| 절도죄 · 강도죄 · 사기죄 |
| 사법절차 방해죄 |
| 공무집행방해죄 · 뇌물죄 |
| 위증죄 · 배임죄 |
| 미완의 범죄 |
| 시도 · 모의 · 공모 |
| 형법적 항변 |
| 자동증, 음주 & 착오 |
| 정신 이상 · 한정책임능력 |
| 강박 · 필요 |
| 도발 · 정당방위 |
| 다른 7법 영역 |
| 헌법 · 민법 · 형법 |
| 민사소송법 · 형사소송법 · 행정법 |
| 포털: 법 · 법철학 · 형사정책 |
| v • d • e • h |

자동증(自動症, automatism)이란 형법에서 사용되는 변론이다. 피고가 행한 범죄는 자신의 행위가 아니라 반사적인 행위이라는 것이다. 이는 범죄의 성립요건인 고의성이 빠졌다고 볼 수 있기 때문에 무죄가 될 수 있다. 자동증 변론으로 사용 가능한 요인으로는 뇌전증에 의한 발작, 저혈당증으로 인한 무의식 상태, 외상후 스트레스 장애로 인한 행동제어 불가능 등이다.

## 예
피고인 위키군이 찜질방에서 잠을 자다 옆에서 잠을 자던 어린이를 눌러 어린이가 사망하였다. 위키군의 변호인은 자동증 변론을 하는 것이 가능한데 이는 위키군이 잠을 자고 있었고 행위가 위키군의 통제 밖이라는 것이다.

## 같이 보기
- 수면 섹스 장애